# Miltochrista effasciata
Miltochrista effasciata là một loài bướm đêm thuộc phân họ Arctiinae, họ Erebidae.